# Appledore Heath
Appledore Heath är en ort i grevskapet Kent i sydöstra England. Orten ligger i distriktet Ashford och civil parishen Appledore, cirka 13,5 kilometer sydväst om Ashford. Tätorten (built-up area) hade 583 invånare vid folkräkningen år 2021.